# Spilogona pseudodispar
Spilogona pseudodispar este o specie de muște din genul Spilogona, familia Muscidae. A fost descrisă pentru prima dată de Frey în anul 1915. Conform Catalogue of Life specia Spilogona pseudodispar nu are subspecii cunoscute.